# Нова Врона (Плонський повіт)
Нова Врона (пол. Nowa Wrona) — село в Польщі, у гміні Йонець Плонського повіту Мазовецького воєводства.
Населення — 78 осіб (2011).
У 1975-1998 роках село належало до Цехановського воєводства.

## Демографія
Демографічна структура станом на 31 березня 2011 року:
|          | Загалом | Допрацездатний вік | Працездатний вік | Постпрацездатний вік |
| -------- | ------- | ------------------ | ---------------- | -------------------- |
| Чоловіки | 37      | 10                 | 22               | 5                    |
| Жінки    | 41      | 13                 | 19               | 9                    |
| Разом    | 78      | 23                 | 41               | 14                   |